# Brachypogon griffithsae
Brachypogon griffithsae är en tvåvingeart som beskrevs av Debenham 1991. Brachypogon griffithsae ingår i släktet Brachypogon och familjen svidknott. Inga underarter finns listade i Catalogue of Life.